# 야치촌 (미에현)
야치촌(八知村)은 미에현 이치시군에 있던 촌이다. 현재는 쓰시의 정목인 미스기정야치로 되어있다. 

## 참고문헌
- 角川日本地名大辞典 24 三重県